# Ceriporiopsis consobrina
Ceriporiopsis consobrina är en svampart som först beskrevs av Giacopo Bresàdola, och fick sitt nu gällande namn av Leif Ryvarden 1988. Ceriporiopsis consobrina ingår i släktet Ceriporiopsis och familjen Phanerochaetaceae.   Inga underarter finns listade i Catalogue of Life.